# Beverly Hills Chihuahua
Beverly Hills Chihuahua és una pel·lícula de comèdia estatunidenca de Disney dirigida per Raja Gosnell i que es va estrenar el 3 d'octubre del 2008. A Espanya, la pel·lícula es va estrenar al 6 de febrer de 2009. El protagonista principal és una prepotent Chihuahua anomenada Chloe de Beverly Hills que es perd a Mèxic mentre la seva adinerada mestressa hi està de vacances. Jamie Lee Curtis, Andy Garcia, Plácido Domingo, Salma Hayek i Drew Barrymore són alguns dels actors que fan la veu dels animals o que apareixen com a personatges humans.
L'actriu mexicana Salma Hayek, dona vida a un altre dels personatges animats del film de nom "Foxy", mentre que Edward James Olmos, i Cheech Marin, també presten les seves veus per interpretar altres dels personatges de la història. L'elenc està integrat a més pels actors Nick Zano (Bryan), Marguerite Moreau (Blair), Michael Urie (Sebastià), Ali Hillis (Angela), Maury Sterling (Rafferty), Julie Claire (Claire), Manolo Cardona (Sam), Mike Faiola (Josh) i José María Yazpik (Vásquez), que no seran personatges d'animació, sinó de carn i ossos. Beverly Hills Chihuahua es va rodar en format de 35 mil límetres, que per la seva realització va comptar amb 60 entrenadors i 200 animals i que va ser produïda per David Hoberman, Todd Lieberman i John Jacobs; mentre que el guió va anar a càrrec de Análise LaBinco i Jeffrey Bushell.

## Argument
La pel·lícula narra la història de la Chihuahua "Chloe" (Drew Barrymore) que és originària de Beverly Hills, però durant les vacances s'extravia pels carrers de Mèxic, on coneix altres gossos que l'ajudaran a tornar a casa. Durant el transcurs d'aquest viatge li succeiran un munt d'aventures. La gosseta mimada, en trobar-se sense la seva mestressa per primer cop, haurà de confiar dels seus inesperats amics, entre ells un rude pastor alemany que es coneix els carrers i que és conegut amb el nom de "Delgado" (Andy García). També coneixerà un tendre cadell "Papi" (George López) que intentarà seduir-la. Allunyada dels luxes els quals estava acostumada, intentarà per tots els mitjans retrobar-se amb la seva mestressa, "Tieta Viv" (Jamie Lee Curtis). La cosina de la Tieta Viv fou qui accidentalment extravià la gossa durant les vacances i serà ella amb l'ajuda dels seus amics, qui intentarà retrobar-la.

## Repartiment

### Humans
- Jamie Lee Curtis - Tieta Viv
- Piper Perabo - Rachel Ashe Lynn
- Manolo Cardona - Sam
- Maury Sterling - Rafferty
- Jesús Ochoa - Oficial Ramirez

### Veus
- Drew Barrymore - Chloe[6]
- George Lopez - Papi[6]
- Eddie "Piolín" Sotelo - Rafa
- Andy Garcia - Delgado
- Plácido Domingo - Monte
- Edward James Olmos - El Diablo
- Paul Rodriguez - Chico
- Cheech Marin - Manuel
- Loretta Devine - Delta
- Luis Guzman - Chucho

## Producció
Chloe va rebre el nom del gos de l'escriptora Analisa LaBianco, un chihuahua de 4 anys.